# Ménil-de-Senones
Ménil-de-Senones település Franciaországban, Vosges megyében. Lakosainak száma 122 fő (2022. január 1.). Ménil-de-Senones Ban-de-Sapt, Châtas, Moyenmoutier, Senones és Vieux-Moulin községekkel határos.

## Népesség
A település népességének változása:
| Lakosok száma | 147  | 140  | 139  | 138  | 135  | 131  | 127  | 124  | 122  |
|               | 2013 | 2015 | 2016 | 2017 | 2018 | 2019 | 2020 | 2021 | 2022 |